# Bofors 40 mm Mk1/Mk2
Bofors 40 mm Mk1/Mk2 – licencyjne, produkowane w Stanach Zjednoczonych automatyczne przeciwlotnicze działo morskie Bofors 40 mm, o długości lufy 56 kalibrów. Podstawowe działo przeciwlotnicze bliskiego zasięgu okrętów marynarki amerykańskiej podczas II wojny światowej.
Działa 40 mm Boforsa zaczęły być produkowane w USA w styczniu, zaś poczwórnie sprzężone w kwietniu 1942 roku. W Stanach Zjednoczonych, na skutek odmiennego sposobu pomiaru, działo to uznane było za broń o długości lufy 56 kalibrów (L/56), mimo że miało lufę o identycznej długości jak oryginalne działo szwedzkie z lufą o długości 60 kalibrów. Pierwsze działa tego typu trafiły na pokłady okrętów głównych klas po bitwie pod Midway, jednak duże zapotrzebowanie na te działa zostało w pełni zaspokojone dopiero w połowie roku 1944.

## Geneza
28 sierpnia 1940 roku pojedynczy podwójny zestaw armat Boforsa dotarł przez Finlandię do Nowego Jorku. W tym samym miesiącu, niedaleko Trynidadu, takie samo działo zostało z sukcesem zademonstrowane amerykańskim oficerom na pokładzie holenderskiego eskortowca „Van Kinsbergen”. Rezultatem tej demonstracji było podjęcie produkcji działa przez amerykańskie przedsiębiorstwo York Lock & Safe, z użyciem planów dostarczonych z Holenderskich Indii Wschodnich oraz Wielkiej Brytanii. Produkcja została podjęta na długo przed udzieleniem na nią zgody przez samego Boforsa, co nastąpiło dopiero w czerwcu 1941 roku, który też dostarczył wówczas dodatkową dokumentację. Oryginalnym zamiarem było zastąpienie na okrętach podwójnymi zestawami Boforsa wszystkich poczwórnych dział kalibru 1,1 cala (27,9 mm), które uznawano za zawodne i nie zapewniające niezbędnego stopnia ochrony jednostek. Wkrótce jednak standardem na dużych amerykańskich jednostkach stało się poczwórnie sprzężone działo Boforsa. Na skutek innego sposobu pomiaru niż w Szwecji, w Stanach Zjednoczonych działo to oznaczano jako armatę o długości lufy 56 kalibrów, podczas gdy oryginalne działa o tej samej długości lufy oznaczane były jako L/60.

## Zastosowanie na okrętach
Pierwszy pilotażowy zestaw podwójny został wyprodukowany w styczniu 1942 roku, pierwszy zaś zestaw poczwórny został ukończony w kwietniu tego roku. Drugi z nich 22 lipca 1942 roku został zainstalowany na pełniącym funkcje szkoleniowe pancerniku „Wyoming”. 1 lipca natomiast niszczyciel USS „Coghlan” (DD-606), jako pierwszy, otrzymał zestaw podwójny tego działa.
Jeden z jedynie dwóch operacyjnych wówczas amerykańskich lotniskowców na Pacyfiku, USS „Enterprise” (CV-6), otrzymał swoje pierwsze Boforsy dopiero w szczycie walk o Guadalcanal w trakcie krwawej kampanii na Salomonach, po odniesieniu ciężkich uszkodzeń w bitwie u Wschodnich Wysp Salomona, a tuż przed bitwą pod Santa Cruz. 
Według danych z 1945 roku, 25 poczwórnych stanowisk dział Boforsa zainstalowanych było na USS „Saratoga” (CV-3), 10 do 18 na lotniskowcach typu Essex, 12 do 20 na nowych pancernikach, a 8 do 14 na starszych, oraz 12 do 18 na dużych krążownikach. Mieszane uzbrojenie podwójnych i poczwórnych dział 40 mm trafiło na pokłady takich okrętów jak lotniskowiec „Enterprise” (CV-6), który otrzymał 11 zestawów poczwórnych i 8 zestawów podwójnych, jednostki typu Commencement Bay otrzymały odpowiednio 3 poczwórne i 12 zestawów podwójnych. Lekkie krążowniki – jak niektóre jednostki typu Cleveland – otrzymały odpowiednio 4 i 6, niszczyciele typu Gearing zaś otrzymały 3 poczwórne i dwa podwójne stanowiska dział tego typu. Inne okręty, z mniejszą ilością dostępnej przestrzeni i zapasu wyporności, otrzymały zwykle jedynie zestawy podwójne, choć niektóre z nich otrzymały również większe zestawy. Dopiero w połowie 1944 roku udało się zaspokoić potrzeby marynarki w tym zakresie – wtedy jednak zapotrzebowanie na nie gwałtownie wzrosło w związku z atakami kamikaze, gdy ich skutkiem postanowiono zwiększyć liczbę tego rodzaju dział na okrętach. Wśród pierwszoliniowych amerykańskich okrętów, które przetrwały wojnę, jedynie cztery niszczyciele typu Gridley nigdy nie zostały wyposażone w Boforsy.

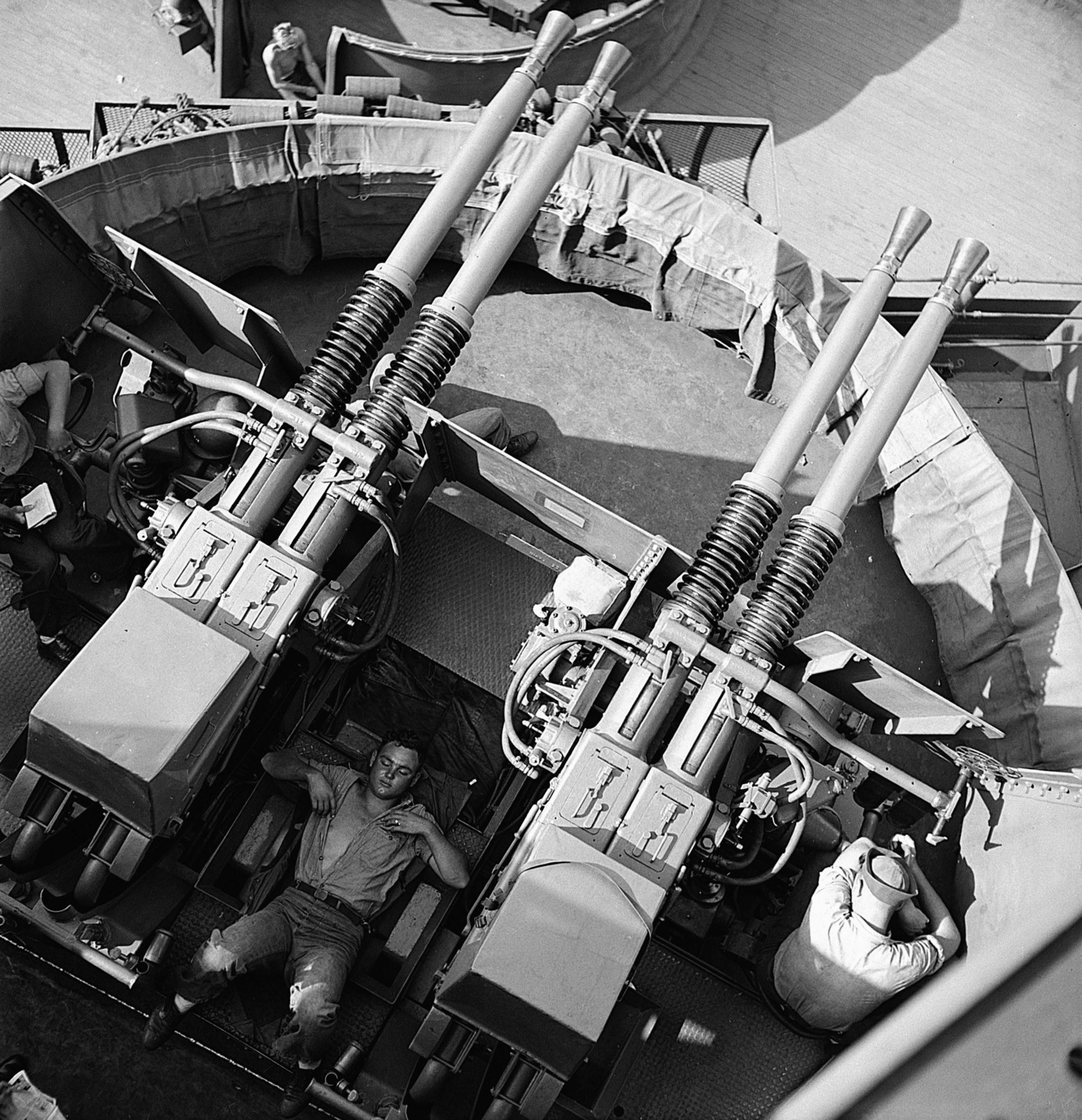
Poczwórny zestaw Bofors 40mm /56 na pancerniku USS „New Jersey” (BB-62) w 1944 roku. Odległość między osiami luf każdej z par wynosiła 243mm, osie dwóch par natomiast, były oddalone od siebie o 1,524 metra.

W 1937 roku United States Army testowała pojedyncze działo Boforsa chłodzone powietrzem, zaś w 1940 roku Chrysler podjął się produkcji tej armaty z użyciem brytyjskich planów. United States Navy nabyła pewną liczbę tych dział, celem uzupełnienia dział chłodzonych wodą na niektórych niszczycielach. Ostatecznie działa te zostały zamontowane na okrętach podwodnych i kutrach torpedowych PT, niektórych niszczycielach eskortowych i okrętach desantowych.

## Konstrukcja
Działka 40 mm Boforsa miały szybkostrzelność 160 pocisków na minutę, podczas gdy zastąpione przez nie działka 27,9 mm jedynie 150/min. Same pociski dział Boforsa miały ponad dwukrotnie większą masę i niemal dwukrotnie większy zasięg. W poczwórnym zestawie działka 40 mm Boforsa stanowiły wówczas najbardziej efektywny system broni przeciwlotniczej w całym arsenale Stanów Zjednoczonych. Potwierdził to rezultat bitwy pod Santa Cruz, w której mimo taktycznej porażki amerykańskiej floty, działa Boforsa – obok kierowanych radarem dział 128 mm L/38 pancernika „South Dakota” i krążownika „San Juan” – przyczyniły się do utraty przez japońską flotę ponad 140 najbardziej doświadczonych pilotów. W 1944 roku Boforsy były najlepszą dostępną bronią służącą zwalczaniu atakujących samolotów kamikaze. Mimo to, okazało się, że pocisk o wadze 0,9 kg jest zbyt mały aby zmieścić dostępny wówczas zapalnik zbliżeniowy VT, oraz zbyt mały aby całkowicie zniszczyć samolot kamikaze.

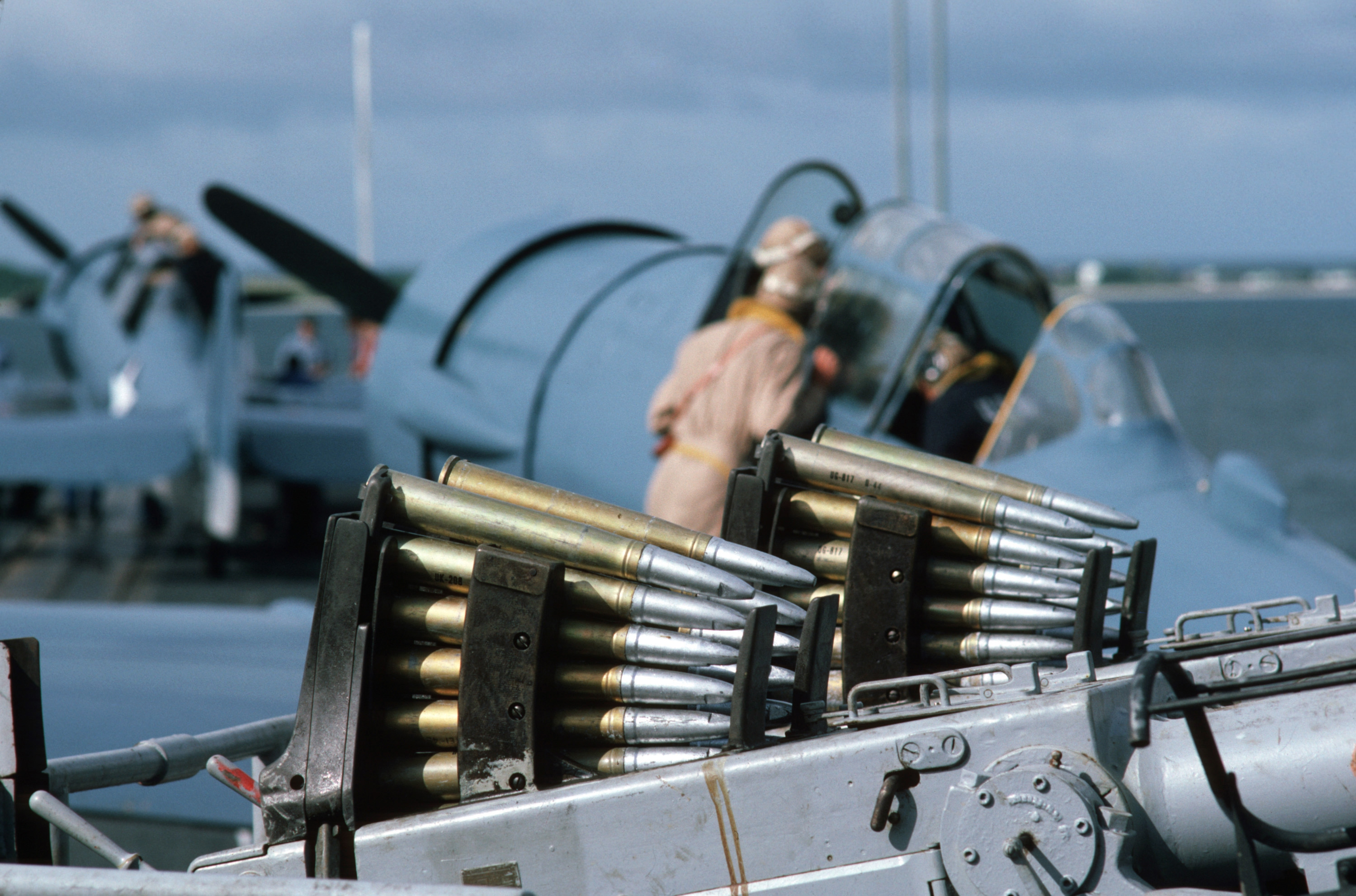
Magazynki z amunicją 40mm ładujące zamek podwójnego zestawu Boforsa

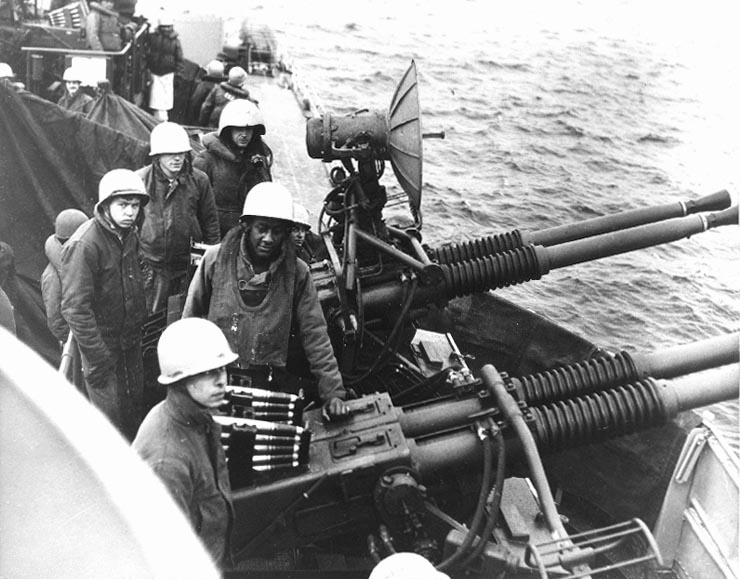
Zestaw poczwórny Boforsa w czasach wojny koreańskiej. Obok magazynków z amunicją, widoczna także zainstalowana na jednej z par antena radaru kierowania ogniem Mk 24.

Wszystkie chłodzone wodą Boforsy marynarki amerykańskiej były zestawione w parach – lewa armata była zawsze działem Mark 1, prawa zaś Mark 2, które poza samymi elementami lufy nie były wymienne między sobą. Co do zasady, działa te były podobne do brytyjskich, z automatami ładowania podobnymi do brytyjskich typów D i E – odpowiednio, lewe i prawe – w brytyjskich działach Mark IV. Pojedyncza seria w trybie automatycznym mogła być wystrzelona z szybkością 160 pocisków na minutę. Średnica lufy ponad komorą nabojową wynosiła 142 mm, objętość zaś zamka 0,464dm³. Dla dział tych używano pocisków ogólnego zastosowania HE (high explosive), zapalających oraz przeciwpancernych (AP – armor piercing). W użyciu były również naboje smugowe wypalające się w ciągu 8,5 do 10,5 sekundy po strzale, które ulegały samodestrukcji po 3700 do 4600 metrach lotu. Masa ładunku miotającego naboju wynosiła 0,315 kg, zaś waga i długość kompletnego naboju wynosiły 2,15 kg oraz 447,5 mm. Przy ciśnieniu roboczym 3070kg/cm², donośność pozioma działa wynosiła 10 060 metrów przy elewacji lufy 42°, natomiast donośność pionowa 6950 metrów przy elewacji 90°. Odrzut działa przy strzale wynosił 19 do 20 centymetrów, zaś prędkość początkowa pocisku 881m/s.
Chłodzone wodą działa instalowane były na dwuosiowych podwójnych lub poczwórnych podstawach, znanych jako Mark 1 oraz Mark 2. Wśród wielu modyfikacji różniących się głównie detalami wyposażenia elektrycznego oraz zdalnego kierowania (RPC – remote power control), modyfikacje 2/21–2/32 oraz 1/9–1/14 – ograniczone były do systemu kierowania ogniem Mark 63 z jego anteną radaru na podstawie działa. Ustawienie działa mogło odbywać się z prędkością 24° do 30° na sekundę w obu Markach, w zakresie elewacji +90° do -15°.
Osie obu luf o wadze 91,6kg każda, były w zestawie podwójnym oddalone od siebie o 243mm, zaś w zestawie poczwórnym osie dwóch par oddalone były od siebie o 1,524 metra. Obie pary luf ponoszone były razem, w razie jednak uszkodzenia jednej z par możliwe był oddzielenie ich od siebie. Zastosowanie dział Boforsa na okrętach umożliwiało ich elektryczne zasilanie, przy którym zmiana podniesienia w zestawach poczwórnych dokonywana była za pomocą silnika o mocy 5 KM, w zestawach podwójnych zaś stosowane były silniki o mocy 3 KM bądź 5 KM. Ustawianie działa w poziomie natomiast, odbywało się przy pomocy silników o mocy odpowiednio 7,5 KM bądź 5 KM, i 5 KM bądź 3 KM. Wszystkie zestawy poczwórne oraz niektóre zestawy podwójne wyposażone zostały w przekładnię hydrauliczną.
Waga zestawów Mk 1 wahała się o 5,89 do 6,76 tony, podczas gdy zestawy Mk 2 ważyły od 10,53 do 11,3 tony, przy wyposażeniu natomiast tych ostatnich w osłonę pancerną o grubości 9,5 mm, ich waga wynosiła od 11,3 do 12,07 tony.